# Endoclita
Endoclita is een geslacht van vlinders dat behoort tot de familie Hepialidae. Zestig beschreven soorten behoren tot dit geslacht. Deze komen voor in Oost-Azië, Zuidoost-Azië en het Indisch Subcontinent.

## Soorten
Voor een aantal soorten zijn de planten waarop deze zich voedt aangegeven.
- Endoclita aboe - India
- Endoclita absurdus - China
- Endoclita actinidae - China (Fujian)
- Endoclita aikasama - Java
- Endoclita albofasciatus - India
- Endoclita anhuiensis - China (Anhui)
- Endoclita annae - China
- Endoclita aroura - Sumatra
  - Voedsel: Tectona
- Endoclita auratus - Birma
  - Voedsel: Alnus, Cryptomeria, Eucalyptus
- Endoclita aurifer - Java
- Endoclita broma - Java
- Endoclita buettneria - Birma
  - Voedsel: Byttneria
- Endoclita chalybeatus - India
  - Voedsel: Gmelina, Tectona, Theobroma
- Endoclita coomani - Vietnam
- Endoclita crinilimbata - China
- Endoclita chrysoptera - India
- Endoclita damor - India, Himalaya
  - Voedsel: Albizia, Altingia, Cinchona, Coffea, Erythrina, Eugenia, Glochidion, Manglietia, Nyssa, Schima, Tectona, Tetradium, Theobroma
- Endoclita davidi - China
- Endoclita excrescens - Japan, Russia (verre oosten) - een plaag voor de tabaksplant
  - Voedsel: Castanea, Nicotiana, Paulownia, Quercus, Raphanus
- Endoclita fijianodus - China (Fujian)
- Endoclita gmelina - Birma
  - Voedsel: Gmelina, Tectona
- Endoclita hoenei - China
- Endoclita hosei - Borneo
  - Voedsel: Elettaria, Eucalyptus, Theobroma
- Endoclita ijereja - Borneo
- Endoclita inouei - Taiwan
- Endoclita javaensis - Java
- Endoclita jianglingensis - China (Hubei)
- Endoclita jingdongensis - China (Yunnan)
- Endoclita kara - Java
- Endoclita magnus - India
- Endoclita malabaricus - India
- Endoclita marginenotatus - China
- Endoclita metallica
- Endoclita microscripta - India
- Endoclita minanus - China (Fujian)
- Endoclita mingiganteus -
- Endoclita niger - Java
- Endoclita nodus
- Endoclita paraja - Borneo
- Endoclita punctimargo - Sikkim
  - Voedsel: Camellia, Cryptomeria
- Endoclita purpurescens - Sri Lanka
  - Voedsel: Camellia, Cinchona
- Endoclita raapi - Nias
- Endoclita rustica - India
- Endoclita salsettensis - India
- Endoclita salvazi - Laos
- Endoclita sericeus - Java
  - Voedsel: Albizia, Camellia, Cinchona, Crotalaria, Manihot, Tectona, Theobroma
- Endoclita sibelae - Bacan
- Endoclita signifer - India, China (Hunan)
  - Voedsel: Clerodendrum, Gmelina, Tectona, Vitis
- Endoclita sinensis - China, Zuid-Korea, Noord-Korea, Taiwan
  - Voedsel: Castanea, Quercus
- Endoclita strobilanthes - India
- Endoclita taranu - Sumatra
- Endoclita topeza - Laos
- Endoclita tosa - Java
- Endoclita undulifer - India
  - Voedsel: Alnus, Byttneria, Callicarpa, Cryptomeria, Eucalyptus, Gmelina
- Endoclita viridis - India
- Endoclita warawita - Borneo
- Endoclita williamsi - Filipijnen
- Endoclita xizangensis - China (Hunan)
- Endoclita yunnanensis - China (Yunnan)